# Уряд меншості
Уряд меншості — уряд, при якому партії, що його утворюють, не мають абсолютної більшості місць у парламенті. Загалом уряд меншості є менш стабільним, ніж уряд більшості, оскільки опозиція завжди є достатньо сильною, щоб винести вотум недовіри уряду. Така ситуація виправляється утворенням коаліційного уряду.
Уряд меншості може формуватися або фракцією, або коаліцією, яка не спирається на більшість. Існування урядів меншості можна пояснити різними причинами. Найчастіше партії не можуть домовитися й не хочуть одна з одною об'єднуватися. Але оскільки повинна бути якась урядова влада, частина партій поступається лідерством своїм політичним суперникам. 
Уряд меншості існує зазвичай нетривалий час, поки не виникне новий конфлікт і, як правило, така ситуація закінчується розпуском парламенту й призначенням нових виборів. Уряд меншості – дуже нестійкий, і утворюється він у кризовій ситуації.
Уряди меншості упродовж післявоєнного періоду активно створювались і функціонували у таких європейських країнах: Австрії, Бельгії, Данії, Ірландії, Італії, Нідерландах, Норвегії, Фінляндії та Швеції. Протягом 1945–1999 рр. частка однопартійних та коаліційних урядів меншості в загальній сукупності урядів європейських країн досягла однієї третини. Водночас протягом зазначеного періоду в Данії уряди меншості становили 87 %, Іспанії – 75 %, Швеції – 73 %, Норвегії – 65 %, Ірландії – 50 % , Італії – 47 %, Франції – 30 %, Португалії – 27 %